# Camp Point
Camp Point é uma vila localizada no estado americano de Illinois, no Condado de Adams.

## Demografia
Segundo o censo americano de 2000, a sua população era de 1244 habitantes.
Em 2006, foi estimada uma população de 1193, um decréscimo de 51 (-4.1%).

## Geografia
De acordo com o United States Census Bureau tem uma área de
2,5 km², dos quais 2,5 km² cobertos por terra e 0,0 km² cobertos por água. Camp Point localiza-se a aproximadamente 218 m acima do nível do mar.

## Localidades na vizinhança
O diagrama seguinte representa as localidades num raio de 20 km ao redor de Camp Point.